# Институт Русского Афона
Институт Русского Афона — научно-исследовательское заведение, действующее с 2012 года в Москве, и издательский центр при нем.

## История основания
Институт учреждён под влиянием конференции "Начала русского мира", проведённой в 2010 году (28-30 октября 2010 года, Санкт-Петербург - Всероссийский музей А. С. Пушкина, и Старая Ладога, музей-заповедник), в начале 2011 года большой группой историков-энтузиастов, поклонников русского Пантелеимонова монастыря на Афоне, для того, чтобы изучить комплексно историю русского монашества Афона. Основой для него стало Научное учреждение "Центр технического прогресса и истории Афона", существовавшее в 1993-2006 годах, и ООО под таким же названием, существовавшее в 2006-2017 годах. Обе организации возглавлял исследователь Зубов Дмитрий Васильевич, он со своей организацией и учредил Институт Русского Афона.
Зубов родился в Москве 24 ноября 1940 г. Окончил Технологическую академию и Академию им. Г.В. Плеханова. Бывший сотрудник министерства, правнук афонского монаха Зубов - к тому времени имел известность, как специалист по Афону, коллекционер предметов антиквариата, в том числе старых икон, картин и книг. В частности, в 1999 году Зубов подарил две старопечатные книги для Музея фресок Дионисия. Зубов с 2002 года являлся членом Императорского Православного Палестинского Общества (ИППО). Он неоднократно выступал с докладами и презентациями своих работ на заседании Научной секции ИППО, публиковал свои статьи в Православном Палестинском Сборнике. Автор более 30 научных публикаций, в том числе 9 монографий и более 20 статей. Среди них книги: "Афон и Россия: духовные связи" (М., 2000); "Любитель истины - монах Азарий" (Церковное предание и святоотеческое наследие. XII Международные Рождественские образовательные чтения. М., 2004, с. 73-90); "Русские иноки - келлиоты на Афоне и в Святой Земле, кон. XIX - нач. ХХ вв." (Православный палестинский сборник. Вып. 102. М., 2005, с. 75-89), и другие.
Организация Общество с ограниченной ответственностью "Институт Русского Афона" зарегистрирована 22 октября 2012 года. 
Директором стал физик по образованию, публицист и путешественник  Пирогов Валерий Иванович (родился 22 сентября 1947 года). Он известен, как путешественник и писатель. С 1989 года занимался бизнесом. Заместителем генерального директора фирмы «Энергокомплекс», в 2008 году упоминался, как заместитель председателя Наблюдательного совета банка «Кузнецкий мост», обанкротившегося в 2019 году. Валерий Пирогов являлся выпускником физического факультета МГУ с кафедры радиофизики (выпуск 1971 года), являлся одним из кандидатов в депутаты Госдумы РФ на выборах 1999 года по списку КПРФ.  Он увлекался дальними путешествиями, местами странствий стали Перу, Огненная Земля, Пиренеи, Святая Гора Афон, Микронезия, остров Пасхи, Аризона. Но венцом всех его экзотических путешествий стал труднейший маршрут длиной в 3500 километров через перевалы Тибета и Куньлуня, который банкир позже описал в книге "По бездорожью Тибета и Куньлуня (путевые заметки)" — Москва: Лотос, 2005. 
В 2002 году Пирогов В.И. побывал и помолился милостию Божьей у Святогорских святынь. Здесь на Афоне, он при подъеме на Святую Гору Афон, получил духовное исцеление.В дальнейшем Пирогов В.И. совершил паломничества более семидесяти раз. И неоднократно поднимался на вершину Святой Горы. 
Знакомство с нынешним Игуменом Свято-Пантелеимонова монастыря со Священным Архимандритом Евлогием состоялось  в 2004 году при послушании на монастырской кипере (огороде). Сохраняются добрые отношения с иноками монастыря и о.Макарием (духовником монастыря) ныне антипросопом обители в столице Афона Кариесе. 
Учредителем института и его директором по науке, заместителем генерального директора стал историк Дмитрий Васильевич Зубов (1940 - 2020). В 2016 году Пирогов был принят по рекомендации Зубова в действительные члены Императорского Православного Палестинского Общества (ИППО).
Заместителем генерального директора по финансам стал бизнесмен, директор туристической компании - ООО "Святогорец" (являла собой паломническую службу Московского подворья Афонского Пантелеимонова монастыря) Фролов Игорь Валентинович, имевший статус учредителя института в 2012-2019 годах, а далее исключен из числа учредителей. 
Советниками директора по науке стали Костыгов Виталий Васильевич (родился 20 декабря 1952 года) - бывший директор Центрального архива города Москвы, и Шмагин Дмитрий Владимирович (родился 24 января 1977 года), кандидат исторических наук и начальник отдела развития информационных технологий Главархива Москвы.
Старшим научным сотрудником стал Кузенков, Павел Владимирович — кандидат исторических наук, доцент Севастопольского государственного университета, директор НОЦ «Большое Средиземноморье».
Также сотрудником института стал Кикоть Дмитрий Павлович – заместитель директора центра доступа к информационным ресурсам Президентской библиотеки имени Б.Н. Ельцина.
Сотрудницами института с момента его основания стали историк-архивист Сизоненко Ирина Евгеньевна (1966 года рождения,  бывшая заведующая отделом обеспечения сохранности и государственного учета документов ГБУ Московской области «Центральный государственный архив Московской области»), Чухонцева Екатерина Владимировна (1982 года рождения, пресс-секретарь и технический директор Института Русского Афона) и Наумова Елизавета Сергеевна (1975 года рождения, византинист, переводчица, кандидат филологических наук). 
В качестве члена Института Русского Афона в первом его научном сборнике за 2015 год (№1) упоминается также Данилин Антон Леонидович - филолог, переводчик с новогреческого языка, бывший бизнесмен и издатель, который ранее возглавлял паломническую фирму "Метеора", являлся директором православного издательства "К свету", а позже стал сотрудником основанного в Москве издательского дома "Святая гора". Приблизительно в 2015 году  Данилин стал священником Кипрской Православной Церкви.
Кроме того, в аннотации другого издания института - журнала "Афонское наследие", как ответственный редактор 1-го выпуска, изданного в 2015 году в Чернигове, указана в качестве представителя от Института Русского Афона проживающая в Чернигове гражданка РФ Шумило (в девичестве Авласович) Светлана Михайловна.  Она известна, как историк литературы и филолог, 1981 года рождения, уроженка г. Тара Омской области, которая в 2007 году в Омске защитила диссертацию кандидата филологических наук на тему: "Литературный стиль Епифания Премудрого: проблемы преемственности и самобытности". Вскоре переехала в Украину, к своему мужу, старосте Черниговской общины Русской Истинно-Православной (катакомбной) Церкви - чтецу Виталию Шумило, ранее находившемуся на послушании в Синоде ИПЦ в Омске. Далее известна, как доцент кафедры украинского языка и литературы Национального университета «Черниговский коллегиум» им. Т. Шевченко, а также как член редколлегии религиозно-философского журнала «Вера и жизнь», издававшегося ее мужем Виталием Шумило. Подготовила на 19 сентября 2022 года в Институте русской литературы (Пушкинском Доме) РАН в Санкт-Петербурге защиту диссертацию доктора филологических наук на тему: "Влияние богослужебной гимнографии на древнерусскую орнаментальную прозу XI – XV вв. (общность поэтики и мировосприятия)". Однако на защиту диссертации по неизвестным причинам не явилась.
В первые годы существования института членами института также состояли кандидат исторических наук Уханова Елена Владимировна, 1960 года рождения - сотрудник Отдела рукописей Государственного исторического музея в Москве, и  Левшина Жанна Леонидовна — ведущий библиотекарь Сектора древнерусских фондов Отдела рукописей Российской национальной библиотеки (Санкт-Петербург).
Позже в коллектив данного института влились Бибиков Михаил Вадимович, 1951 года рождения, руководитель Отдела истории Византии и восточнохристианской культуры Института всеобщей истории РАН, опубликовавший несколько статей по афонской тематике, и Каравайников Владимир Юрьевич , 1954 года рождения, бывший директор ООО "Институт Законодательства И Нормативно-Правовых Разработок" и бывший начальник отдела Главного архивного управления города Москвы, секретарь Союза краеведов России, координатор издания писем Арсения (Минина). 
Итак, всего в институте среди граждан России, в самом начале его деятельности, состояло 16 человек.
Среди членов института, называют также настоятеля Подворья Афонского Свято-Пантелеимонова монастыря в Киеве иеромонаха Алексия (Корсака), организатора международной научной конференции «"Малый Афон" – монастыри и монашество на Закарпатье: традиции и современность» (3 октября 2015 г., г. Мукачево, Закарпатье, Украина), в организации которой был задействован также украинец Данилец, Юрий Васильевич.
  Последний с 7 сентября 2008 года вместе с диаконом Александром Моничем руководил обществом имени Василия (Пронина) в Мукачево. 
В сентябре 2014 года решением правления "Международного института афонского наследия в Украине" (украинского филиала "Института Русского Афона" в Москве) именно Данилец, проживающий в Ужгороде, избран руководителем Закарпатского отделения данной организации . Назначение состоялось по решению правления Института Русского Афона от 10 сентября 2014 года.   Он же в 2015 году возглавил историко-архивный отдел Мукачевской епархии УПЦ-МП. 
Однако фактически, именно дочерней структурой Института Русского Афона являлась структура, созданная в Ужгороде Данильцом. Последний после 2014 года стал часто посещать Москву и другие города, куда, в качестве гостя, приглашался на российские конференции. Стал участником XV Международной научной конференции "Государство, общество, церковь в истории России ХХ– XXI веков", которая прошла в Иванове 23–24 марта 2016 года, а также его приглашали состоявшаяся 22-24 сентября 2016 года в Москве и в Сергиевом Посаде (в актовом зале Московской духовной академии) при поддержке Полномочного Представителя Президента РФ в Центральном федеральном округе научная конференция «Русь – Святая Гора Афон: тысяча лет духовного и культурного единства», и проводившаяся в Томске III Всероссийская научная конференция с международным участием «Славянский мир в условиях современных вызовов» (6-7 октября 2017 г.). 
Кроме того, Юрий Данилец, как представитель афонского общества, в 2014-2018 годах стал участником по меньшей мере восьми проведённых в Молдове пророссийских исторических конференций: "История Православия в Карпато-Днестровских землях (к 200-летию основания Кишиневской епархии и 100-летию второго Мармарош - Сиготского процесса)" - 15-16 ноября 2013 года, место проведения -"Русский центр науки и культуры в Республике Молдова", г. Кишинев; " История Карпато-Днестровских земель с древнейших времен до начала XXI в. (К 750-летию со дня смерти Даниила Галицкого)» - 20-21 мая 2014 года в Кишиневе; «Первая мировая война и Русский мир» - 25-26 сентября 2014 года в Кишиневе; "Межэтнические взаимодействия в этноконтактной зоне (четвертые чтения памяти И. А. Анцупова)" - 23-24 октября 2015 года в Кишиневе;  "История Карпато-Днестровских земель с древнейших времен до начала XXI в. (К 100-летию Брусиловского прорыва)" - 24-25 мая 2016 года в Кишиневе; «Межэтнические взаимодействия в этноконтактной зоне (Пятые чтения памяти И.А. Анцупова)» - 20–21 октября 2016 г., в г. Кишинев; "Межэтнические взаимодействия в этноконтактной зоне (шестые чтения памяти И. А. Анцупова)" - 26-27 октября 2017 года, в г. Тараклия; "Межэтнические взаимодействия в этноконтактной зоне (седьмые чтения памяти И. А. Анцупова)" - 25-26 октября 2018 года в г. Тараклия.  Далее, в 2019, 2020 и 2021 годах Данилец являлся членом программного комитета ежегодных так называемых "Анцуповских чтений" под названием "Межэтнические взаимодействия в этноконтактной зоне", проводившимися в г. Тараклия силами Тараклийского университета им. Г. Цамблака и базированного в Кишинёве международного русинского журнала "Русин". 

## Основные направления деятельности
7 марта 2015 года  в Институте Русского Афона в Москве состоялся совместный круглый стол с Императорским Палестинским обществом, участником которого стал специально приехавший в Москву из города Бровары Киевской области Сергей Шумило.  Он рассказал об афонских корнях древнерусского монашества и участии православного казачества в становлении и развитии ряда славянских обителей на Афоне. Организаторами круглого стола выступили Институт Русского Афона, Международный фонд восстановления и сохранения культурного и духовного наследия Афонского Свято-Пантелеимонова монастыря и Паломнический центр «Святогорец». 
10 апреля 2015 года в Институте Русского Афона в Москве состоялся совместный круглый стол с редакцией газеты «Русь Державная». По словам директора Пирогова:
"Был принят для исследований системный подход. Но не хватало ни инструментов, ни ресурсов, поэтому было принято решение получить у духовника монастыря отца Макария (Михаил Макиенко, 1954 года рождения, из Черниговской области) благословение организовать институт. Институт – это инструмент, с помощью которого мы можем, с одной стороны, формально, с другой стороны, неформально, получать больший доступ к различным источникам информации. Выходить официально или неофициально, получать какие-то дотации или спонсорские деньги именно на научно-исторические исследования. Так было положено начало этого института. В это время, параллельно – был организован Фонд подготовки к тысячелетию пребывания русских монахов на Афоне. Этот Фонд, который прекрасно осведомлен направлением нашей деятельности и, как бы даже незримо, помогает, осеняет нас. У нас обширная корреспондентская сеть в различных странах: Кипр, Греция, Турция, Франция и другие страны. Сейчас в Греции мы печатаем Патерик по благословению монастыря. Параллельно к этому Патерику дерзнули создать новую композицию иконы, на которой изображен собор русских афонских святых. Вот некоторые задачи этого института. Сейчас мы контактируем с очень активными украинскими специалистами, энтузиастами этого дела, поэтому, несмотря на политические трудности, нас все это очень объединяет. Они изучают историю украинских, древнеукраинских, западноукраинских, молдавских афонитов, представителей Запорожской Сечи, их влияние на Афон и влияние Афона на Украину. Сергей Шумило – мощный энтузиаст этого дела". 
Под руководством Зубова, имевшего большие познания в области иконописи и церковного антиквариата, не позднее июня 2013 года на средства института написан образ собора русских святых Афона.  Видимым знаком признания иконы, достойной к дальнейшему повторению, является милостивое внимание к ней Святейшего Патриарха Кирилла при вручении ему монастырем этого образа от имени братии монастыря во время его визита на Афон в июне 2013 года. Святейший Патриарх, принимая икону, благословил ее и впервые назвал изображенных на ней подвижников святыми русскими афонитами.
В апреле 2015 года Зубов заявил, что они с участием Сергея Викторовича Шумило сделали интересное обобщение: в период раздробленности Руси было десять княжеств и всякие земли; но не было ни одной части Руси, которая не имела бы связей с Афоном, откуда бы не ходили, не посылали бы своих людей на Афон, не принимали бы афонцев.
Как отмечал на круглом столе в апреле 2015 года Шумило:
"Казачество как запорожское, так и причерноморское, кубанское, задунайское по имеющимся материалам особенно активно участвовало в жизни русского, славянского Афона и очень много казаков на старости лет уходили на Афон и пополняли там обители. Скит «Черный Вир» полностью состоял из казаков. В Ильинском скиту тоже было очень много казаков, причем там ктиторами выступали запорожцы. Задунайская Сечь, кубанские, причерноморские казаки тоже активно выступали ктиторами. Там был построен Собор на их пожертвования. Это отдельное направление исследования: роль и украинского, и российского казачества в жизни Афона. Эту тему нужно развивать, она еще совершенно не раскрыта". 
Вся деятельность учреждения ведётся в тесном сотрудничестве с Русским на Афоне Свято-Пантелеимоновым монастырём. Под влиянием греческого профессора Антония Тахиаоса сотрудники института начали заниматься научно-исследовательской деятельностью в архивах не только русского, но и других монастырей Афона. В частности, 23 октября 2015 года состоялась встреча известного греческого историка, академика А.Н. Тахиаоса и директора ИРА В.И. Пирогова.
Основная цель Института — воссоздание наиболее полной истории Святого Афона, в том числе изучение духовных, политических и культурных связей афонских монастырей с Россией, балканскими странами и странами Западной Европы. Дореволюционный массив материалов по обители являлся очень скудным. 
При участии института, по благословению игумена Русского на Афоне Пантелеимонова монастыря священноархимандрита Иеремии (Алехина) и под редакцией духовника и первого эпитропа обители иеромонаха Макария (Макиенко) подготовлены «Каталог славяно-русских рукописей, хранящихся в библиотеке и архиве Афонского Свято-Пантелеимонова монастыря» (2013) и «Каталог архивного фонда Русского Свято-Пантелеимонова монастыря на Афоне» (2015).
Сотрудники института приняли участие в первой международной конференции «Афон и славянский мир», прошедшей в столице Сербии Белграде 16-18 мая 2013 г. Далее, 14-16 мая 2014 года в столице Болгарии г. Софии прошла II Международная научная конференция «Афон и славянский мир», в которой также активно участвовал институт.
При финансовой и научной поддержке Института проведена I-я Международная научная конференция «Русь и Афон: тысячелетие духовно-культурных связей». К 1000-летию древнерусского монашества на Афоне и 220-летию преставления преп. Паисия Величковского (г. Чернигов, Украина, 28-29 ноября 2014 г.)
При участии Института в 2014-2016 годах изданы три тома сборника "Афон и славянский мир". Также в 2016 году издан англоязычный сборник "Mount Athos and Russia: 1016 – 2016".
В рамках издательской серии «Русский Афон 19 – 20 веков» совместно с монастырем в марте 2016 года издан том «История Русского Свято-Пантелеимонова монастыря с древнейших времен до 1735 года». 

Изображение Русских Святых, просиявших на Афоне, было презентовано в ИРА, после получения благословения от Патриарха Кирилла, в мае 2015 года. Кроме того, в 2014-2015 годах институт открыл для истории Афона новую личность: выяснилось, что одним из монахов Пантелеймонова монастыря на Афоне был бывший губернатор Пермского края Александр Болотов (1866-1938 гг.), в монашестве инок Амвросий.  Последний являлся потомком известного ученого-агронома и писателя А.Т. Болотова, литературным наследием которого восхищался Л.Н. Толстой. Этот писательский талант передался губернатору-афониту А.В. Болотову, оставившему после себя множество рукописей, хранящихся в архивах. Часть из них институт опубликовал в 2015-2018 годах.
В 2015-2017 годах Институтом публикуются три номера научного журнала «Русский Афон» – сборника статей, посвященных различным аспектам истории афонских монастырей. В первом номере об оскудении русскими монахами Руссика в XVIII веке и попытке воссоздания «Нового Руссика» при Зографском монастыре (Скит «Черный Выр») повествует статья украинского ученого Сергея Шумило - тогдашнего (на 2015 год) члена Института Русского Афона. 
Также в 2015 году силами института издан 1-й номер журнала "Афонское наследие" в Киеве (всего в 2015-2017 годах выпущено 7 номеров). 
21-23 мая 2015 года в Свято-Успенской Киево-Печерской лавре прошла III Международная конференция «Афон и славянский мир», приуроченная к 1000-летию древнерусского монашества на Святой горе. Участником киевской конференции являлся Пирогов, институт которого участвовало в организации конференции. Материалы конференции вошли в сборник 3-й в составе книжной серии "Афон и славянский мир".
Кроме того, опубликовано более 10 наименований  книг.
В начале 2015 года Институтом переиздан "Русикон, или Афонский русский патерик".
В декабре 2015 года презентован фильм Аркадия Мамонтова "Афон. Подъем", созданный при участии Института Русского Афона.
В ноябре 2015 года при участии института издан том с неизвестными письмами выдающихся византинистов на Афон, под названием:  «Переписка библиотекаря Русского Свято-Пантелеимонова монастыря на Афоне отца Матфея с учеными востоковедами России и других стран». 
25 февраля 2016 года в Москве, в пресс-центре "Россия Сегодня" состоялся пресс-показ фильма о Русском Афоне "Русская лампада на Афоне" (студия "Тихие воды", 2016), который сняли монахи святогорского Пантелеимонова монастыря, при участии Института Русского Афона в Москве и Международного института афонского наследия в Украине (первоначально последняя организация именовалась, как "Киевский институт русского наследия на Афоне", с 2013 года под современным названием). 
На следующий день, 26 февраля состоялась официальная презентация фильма "Русская лампада на Афоне" 
Презентация того же фильма состоялась 28 февраля 2016 года на телеканале "Союз".
В мае 2016 года институт принял участие в открытии в русском консульстве в Салониках мероприятий в честь 1000-летия Русского Афона.
При участии института 21-24 сентября 2016 года в Москве, а далее в Сергиевом Посаде состоялось выездное заседание научной конференции «Русь ― Святая Гора Афон: тысяча лет духовного и культурного единства». На ней сотрудник института Кузенков прочитал доклад на тему: "Святая Гора Афон в русско-византийских отношениях (IX−XV века)".
29 ноября 2016 года Председатель ИППО Сергей Степашин встретился с руководством ООО «Институт Русского Афона» - генеральным директором Валерием Пироговым и директором по научной работе Дмитрием Зубовым. Во встрече приняла участие руководитель Паломнического центра ИППО «Святая Земля» Елена Щербакова. 
15 декабря 2016 года директор института В. Пирогов встретился в Москве на открытии выставки "Русский Афон" с новым руководством Русского Пантелеимоновского монастыря, в частности - деятельность института привлекла внимание новоизбранного игумена Русского на Афоне Пантелеимонова монастыря архим. Евлогия (Иванова).
В декабре 2016 года институт подготовил к печати вторую часть "Каталога актов Свято-Пантелеимонова монастыря", посвященную связям Афона с Россией. Тогда же, в декабре 2016 года в Москве проведена выставка "Русский Афон". 4 декабря 2016 года в рамках конференции и выставки "Святая Гора Афон в прошлом и настоящем" с докладом об "Афониаде" выступил директора института по науке Зубов Д.В.

Свои соболезнования в 2016 году по поводу смерти Иеремии (Алёхина) выразили в письме сотрудники института: В. Пирогов, Д. Зубов, В. Костыгов, Д. Шмагин, а также Е. В. Чухонцева и Е. С. Наумова 
В январе 2017 года институт впервые опубликовал жизнеописание скончавшегося 4 августа 2016 года на 101 году жизни схиархимандрита Афонского Пантелеимонова монастыря Иеремии (Якова Алёхина) 
По благословению митрополита кипрского Исайи 09 июня 2016 года Институтом Русского Афона и Российским Центром Науки и Культуры в Никосии проведена открытая конференция "Афон - удел Пресвятой Богородицы" . (“Ο Άθος - η Δήμος της Υπεραγίας Θεοτόκου” - гр.). В конференции приняли участие Русское и Кипрское духовенство, а также исследователи из разных стран, занимающихся изучением исторического и духовного наследия русских монахов. Многочисленным участникам конференции была представлена уникальная фото галерея с историческими снимками жизни русского монашества 19 века-начало 20 века.
Была представлена новая редакция  "Афонского Русского Патерика",  изданного на греческом и русском языках. В презентации   участвовал Данилин Антон Леонидович - филолог, переводчик с новогреческого языка, он же один из основных переводчиков Патерика, консультант модератор.  С 2015 года является священником православной церкви.
Так же был представлен уникальный уникальный фильм "Русская Лампада на Афоне".
31 января 2017 года директор Пирогов и представитель Джорджанвильской семинарии РПЦЗ, диакон Андрей Псарев в Москве подписали договор о сотрудничестве между двумя структурами. Уже весной 2017 года директор Пирогов посетил приходы РПЦЗ в США. 
В феврале 2017 года выпустил альманах "Русский Афон" №3 . Авторами стали: В.Пирогов, Д.Зубов, В.Костыгов, Е.Уханова, о.Дионисий (Шленов), Д.Кикоть и др.
В начале 2017 года историк Дмитрий Зубов сообщал:
"В рамках реализации задачи составления фундаментального научного издания по истории Русского Пантелеимонова Монастыря и впоследствии, возможно, всего Афона, были предприняты следующие инициативы: 
1. Была разработана методология составления истории монастыря, включающая в себя 12 методов, три из которых являются основными: - периодизация истории монастыря; - анализ влияния субъектов, окружавших Афон; - анализ влияния объектов, находящихся в сфере интересов монастыря. 
2. Был организован частный Институт Русского Афона под руководством Валерия Ивановича Пирогова. На настоящий момент Институт с успехом реализует цель, для которой был создан: он является структурой, неформально объединяющей усилия современных исследователей, занимающихся изучением как самого Афона, так и существующих или некогда существовавших субъектов, оказывавших влияние на развитие Святой Горы. 
3. Осуществляется формирование и подготовка к изданию актового собрания монастыря, рассредоточенного по различным архивам мира. Следует отметить, что в XIX в. издание актов Русского монастыря на Афоне пытались осуществить монах Пантелеимонова монастыря Азария и профессор Киевской духовной академии Ф.А. Терновский. Однако их издание содержит всего 86 актов, причем охват документов был ограничен только стенами монастыря. В ходе деятельности Института Русского Афона был составлен список из 1 700 актов (для периода истории монастыря до 1735 г.), из которых 600 актов – имеющих непосредственное отношение к Росикону, 1 100 актов – характеризующих среду, оказывавшую влияние на монастырь как в пределах Афона, так и во внеафонских делах монастыря. Такое количественное отличие, предполагающее и отличие качественное, от издания Азарии-Терновского, основано, прежде всего, на подходе к составлению актового собрания. Если исследователи XIX в. ограничивались конкретным архивным собранием, то Институт Русского Афона включает в сферу своего научного интереса любые архивы мира, где могут содержаться важные для исторического исследования документы. К сожалению, не все архивы готовы предоставить доступ к своим сокровищам, поэтому определенный пласт документов (например, некоторые документы, находящиеся в архивах на территории Турецкой Республики) пока остается трудно доступным для исследования. Кроме того, в перечень актов, составленных Институтом Русского Афона, входят не только документы, сохранившиеся самостоятельно в древних рукописях, но также документы, цитируемые, пересказываемые и даже только упоминаемые в исторических сочинениях авторов разных эпох, а также в иных документах, дошедших до наших дней. 
4. В качестве методической основы для формирования собраний актов Институтом была составлена I редакция истории Русского монастыря на Афоне в 3-х частях, выпуск которых к настоящему моменту полностью завершен. Первая часть включает в себя документы по истории Афона и монастыря до 1735 г.; вторая часть – события с 1735 по 1912 гг. и, наконец, третья часть охватывает события с 1912 г. по настоящее время. Именно такая периодизация была предложена Сергеем Викторовичем" (Валерий Пирогов, Дмитрий Зубов, Дмитрий Кикоть (Москва) Некоторые аспекты создания «Афониады» 1865 года из собрания Русского Пантелеимонова монастыря на Афоне // Афонское наследие: Научный альманах («The Athonite Heritage», a Scholar's Anthology). Вып. 5 – 6. Киев – Чернигов: Издание Международного института афонского наследия в Украине, 2017. С. 183-196). 
Также речь идёт о вкладе института в историю РПЦЗ:
"Важным видом деятельности Института Русского Афона, выделившимся в отдельное направление в процессе глубокого изучения истории Пантелеимонова монастыря, стало выявление персоналий, связанных с этим духовным центром на Афоне. Само это направление, в свою очередь, получило развитие по двум тематическим ветвям: 
- связь с Афоном известных гражданских и церковных деятелей. Здесь следовало бы упомянуть замечательного специалиста по византийской гимнографии епископа Василия (Кривошеина) и схимонаха Амвросия (Болотова). Оба этих ученых мужа сыграли важную роль в укреплении связей с монастырем русского Православного Зарубежья. В связи с их ролью в истории Русского монастыря, Свято-Пантелеймоновым монастырем в сотрудничестве с Институтом Русского Афона были изданы научное исследование «Афонский период жизни архиепископа Василия (Кривошеина) в документах» и книга воспоминаний о. Амвросия Болотова «Афон и Почаев. Очерки»; 
- выявление и широкое прославление русских монахов, просиявших на Афоне. В ходе исследований были установлены имена 50 русских святогорцев, почитаемых святыми в монастыре, был составлен и издан Русский Афонский Патерик. Благочестивым подведением итогов этих трудов стало написание по проекту и заказу Института Русского Афона новой иконы – «Собора русских святых афонитов». Эта икона была освящена Патриархом Московским и всея Руси Кириллом и подарена монастырю Святого Пантелеимона на Афоне, а братия монастыря вручила Предстоятелю Русской Церкви в ответ второй список этой иконы" (Там же).
Международная научная конференция «Святая Гора Афон и Русь: 1016-2016» (Кембридж, Великобритания, 3 - 5 февраля 2017 г.) также не обошлась без участия сотрудников института.
15 мая 2017 г. в США прибыла археографическая экспедиция в составе генерального директора В.И. Пирогова и директора по научной работе проф. Д.В. Зубова. В работе экспедиции принял участие диакон Андрей Псарев, проф. Свято-Троицкой Духовной Семинарии в Джорданвилле. Ключевым моментом работы в Нью-Йорке явилась обстоятельная беседа, которой удостоил членов экспедиции Митрополит Восточно-Американский и Нью-Йоркский Иларион (Капрал), Первоиерарх Русской Зарубежной Церкви. Высокопреосвященнейший Владыка одобрил основные направления деятельности института и отметил важность изучения роли Русской Зарубежной Церкви в истории Русского Афона. <refhttps://www.russianorthodoxchurch.ws/synod/2017/20170523_mtathos.html</ref>
18 мая 2017 года в Свято-Троицкой Духовной семинарии(СТДС) в Джорданвилле, шт. Нью-Йорк состоялась встреча с директором музея и библиотеки семинарии, М.П. Перекрестовым и администратором библиотеки А.А. Любимовым. В ходе знакомства с архивным собранием СТДС были определены направления для восполнения лакун в составлении истории Русского Афона. Участники экспедиции были приняты ректором СТДС архимандритом Лукой. 
В 2018 году Институтом Русского Афона под руководством Генерального директора В.И. Пирогова  по благословению Русского на Афоне Свято-Пантелимонова монастыря был выпущен "Каталог актов Свято-Пантелеимонова монастыря с древнейших времен до 1735 года".
20 апреля 2018 года, когда Русская Церковь праздновала Собор Преподобных Русских Святогорцев, на подворье Афонского Пантелеимонова монастыря в Москве первый экземпляр книги воспоминаний, дневников и заметок афонского схимонаха Амвросия (Болотова) издателями был вручен Святейшему Патриарху Кириллу. Директор ООО «Институт Русского Афона» Валерий Пирогов получил патриаршее благословение на продолжение изданий «Афонских писем» отца Амвросия (Болотова), которые составят второй том его трудов. 
Институт Русского Афона по неизвестной причине проигнорировал проведение в Киеве международной научной конференции «Киево-Печерская лавра – Афон – Иерусалим: единство сквозь века», состоявшейся 20–21 июля 2018 г. в Киево-Печерской лавре. Также институт отказался финансировать намеченное на 2018 год издание очередного, 8-го номера журнала "Афонское наследие" под руководством Сергея Шумило, как главного редактора, в итоге издание не удалось опубликовать, и оно прекратило свое существование.
В рамках Рождественских чтений в январе 2019 года была проведена  конференция «Духовное наследие Византии и Афона в истории и культуре России», на которых выступили с докладами сотрудники Института Д.В. Зубов и В.В. Костыгов.
В Санкт-Петербурге 3-4 октября 2019 года в Государственном Эрмитаже прошла Международная конференция, посвящённая 200-летию Азиатского департамента МИД России, с участием представителя Института Русского Афона - Директора по науке Зубова Дмитрия Васильевича.
В октябре 2019 года директор Пирогов посетил в Лос-Анджелесе настоятеля местного Покровского прихода РПЦ Виктора Цешковского. В ноябре 2019 года дал интервью радио "Вера".
В 2020 году  был подготовлен и выпущен фильм  "Святой Афон".  Этот фильм не похож на подобные сюжеты о Святой Горе. Авторы раскрывают нам красоту святогорского пути через судьбы афонитов - монахов Русского на Афоне Свято-Пантелеимона монастыря.  Среди них такие молитвенники, как св. Силуан, прп. Аристоклий, Амвросий (Болотов)…
Фильм выпущен тщаниями продюсера Юрия Арефьева Кинокомпании "Лотос-Вижн " и Пирогова Валерия Ивановича директора Института Русского Афона,получивший грант Министерства Культуры РФ. Успешно и неоднократно показывался по телевидению. 
Пирогов В. И., выступая в качестве внештатного консультанта руководства международной организации - объединения Межпарламентская ассамблея православия, на протяжении 8 лет (с 2014 по 2021 годы включительно) непрерывно принимал участие в заседаниях МАП.  
Консультантами института являлись историк и один из активистов московской греческой общины Трапезников-Герасимиди Георгий Евгеньевич - президент Международного фонда духовного единства российских народов, философ Алексеев, Валерий Аркадьевич - президент и основатель "Международного общественного фонда единства православных народов" (МОФЕПН - международное общественное объединение, создано в Москве в 1995 году), а также бывший пресс-секретарь этого фонда Лотменцев Андрей Михайлович (1973 года рождения).
Институт Русского Афона - постоянный официальный участник Рождественских чтений, проводимых Московской патриархией.

## Начало процесса ликвидации
В 2019-2020 годах институт находился на грани банкротства, но далее ситуация стабилизировалась. 
Частным образом институт спонсировал антикварный магазин Дмитрия Зубова в центре Москвы, имевший большие доходы. Однако 1 июля 2020 года скончался один из основателей и заместитель гендиректора Института Дмитрий Зубов - антикварный магнат, всё время являвшийся влиятельным покровителем и попечителем института. После его смерти финансирование организации резко уменьшилось, поскольку дочь и наследница бизнеса Дмитрия - Зубова Мария Дмитриевна, 1977 года рождения, не проявила интереса к данному института.
В итоге, в 2021-2022 годах меняется состав учредителей. В 2021-2022 годах учредителем являлась Белявская Ирина Вадимовна. С 2022 года учредителем является Трофимова-Чуракова Ольга Геннадьевна.
В 2022 году директор института Пирогов Валерий Иванович лишился финансирования от церковного и светского руководства, из-за своей оппозиционности, несогласия с войной в Украине, и в условиях продолжения его контактов с Константинопольским Патриархатом, а также с неподконтрольными Москве монастырями Афона. 
По одной из версий, такие обвинения являлись недостаточно аргументированными, натянутыми, а в реальности же Пирогова "подставил" перед российскими властями покинувший Украину в августе 2022 года его киевский ученик и протеже Шумило, Сергей Викторович, глава созданной в Киеве дочерней организации, с 2017 года - самостоятельного Международного института афонского наследия, главный редактор выходившего в 2015-2017 годах научного журнала «Афонское наследие». 
Шумило вначале, в 2013-2014 годах возглавлял украинское представительство "Института Русского Афона", постепенно выделевшееся в самостоятельную структуру; соучредителем стал депутат украинского парламента от "Блока Юлии Тимошенко" Валерий Дубиль, духовником которого являлся один из руководителей Афонского Пантелеимоновского монастыря, архимандрит Макарий (Макиенко). Но уже в 2017 году, после опубликования в издательстве братьев Шумило в Чернигове достаточно спорного номера журнала "Афонское наследие" (выпущенного преимущественно за деньги Института Русского Афона), Сергей Шумило и его киевский институт афонского наследия постепенно свернули сотрудничество с Пироговым и Зубовым (хотя полностью не прекратили контакты), перестал приглашать сотрудников Института Русского Афона на свои конференции, а в 2022 году начал вести пропаганду против РПЦ и против Путина.
Тогда же, в 2022 году и научное общество Сергея Шумило, и институт Пирогова постепенно свернули свою деятельность. Пирогов прекратил публичные выступления, перестал обновляться интернет-сайт и твиттер-аккаунт Института Русского Афона, и распался его коллектив.
В итоге,  судом начата процедура признания банкротства организации.

## Издания института
1. Русский афонский отечник XIX-XX [Текст] : [или избранные жизнеописания русских старцев и подвижников, живших на Афоне в XIX-XX веках]. - Святая Гора Афон : Изд. Русского Св.-Пантелеимонова монастыря на Афоне; Институт Русского Афона, 2012. - 751, [1] с.
2. Белькова, Валентина Олесьевна. Константинополь: путеводитель. - Москва : Ин-т Русского Афона, 2015. - 408, [6] с.
3. Болотов А. В. Афон и Почаев. Очерки. - М.: Институт Русского Афона, 2015. - 102 с.
4. Русский Афон. Научный альманах. Выпуск 1/2015 – М.: Институт Русского Афона, 2015. – 252 с.
5. Росикон. Афонский Русский Патерик, или жития русских святых, подвизавшихся на Афоне, и афонских подвижников, просиявших в России. Сост. В. И. Пирогов, Д. В. Зубов, В. В. Костыгов. М.: Институт Русского Афона, 2015.
6. Афонское наследие: научный альманах: издание Междунар. института афонского наследия в Украине / Института Русского Афона [и др.]; [гл. ред.: Сергей Шумило, отв. ред. Светлана Шумило]. Вып. 1-2/2015: [Материалы международной конференции "Русь и Афон: тысячелетие духовно-культурных связей", Чернигов, 28-29 ноября 2014 г.]. Киев, Чернигов:	Международный институт афонского наследия в Украине, Институт Русского Афона,	2015.
7. Афонское наследие = The Athonite heritage: научный альманах: издание Междунар. института афонского наследия в Украине / Института Русского Афона [и др.]; [гл. ред.: Сергей Шумило, отв. ред. Светлана Шумило]. Вып. 3-4/2016: К 1000-летию древнерусского монашества на Святой Горе. Киев, Чернигов:	Международный институт афонского наследия в Украине, Институт Русского Афона, 2016. - 351 с.
8. История Русского Свято-Пантелеимонова монастыря на Афоне с древнейших времен до 1735 года / авторы-составители:  Д. В. Зубов, В. И. Пирогов; Ин-т Рус. Афона. - Москва : Институт Русского Афона, 2016. - 365 с.
9. Петр (Пиголь). «Хощу видети во благости избранные Твоя». Старец Иероним Афонский.	М.,  АНО «Информационно-издательский центр К Свету»: ООО «Институт Русского Афона», 2016.
10. Петр (Пиголь), игумен. Духовное завещание иеросхимонаха Иеронима и составленный им "Устав Русского Свято-Пантелеимонова монастыря" [Текст] / игум. Петр (Пиголь). - Москва : Ин-т Русского Афона : К Свету, 2016. - 133, [2] с.
11. Господин Великий Новгород [Текст] : воспоминания : [в память празднования 1000-летия русского монашества на Афоне] / А. В. Болотов. - Москва : Институт Русского Афона, cop. 2016.
12. Русский Афон. Научный альманах. Выпуск 2, 2016 – М.: Институт Русского Афона, 2016. – 258 с.
13. Русский Афон. Научный альманах. Выпуск 3, 2017 – М.: Институт Русского Афона, 2017. – 212 с.
14. Болотов А.В. Святые и грешные. Воспоминания бывшего человека. М. Институт Русского Афона, 2018.
15. Константинополь : путеводитель / авт.-сост. В. О. Белькова, Е. С. Тарасова ; авт. предисл. игумен Дионисий (Шленов). 2-е изд. Москва : Институт Русского Афона, 2018.
16. Монастырская жизнь: (от губернатора до монаха) / схимонах Амвросий (Болотов) ; авторы-составители: Пирогов В. И., Костыгов В. В. - Москва : Институт Русского Афона, cop. 2018. - 374, [2] с.
17. Свод документов Свято-Пантелеимонова монастыря на Афоне (до 1735 года) : каталог / [авторы-составители Зубов Д. В., Пирогов В. И.]. - Святая гора Афон : Свято-Пантелеимонов монастырь ; Москва : Институт истории Афона, 2018. - 982, [1] с.
18. Денасий Пантелеймоновский (Юшков, Дмитрий Иванович; монах; ?-1928). Записки Русского Инока Святогорца о своем путешествии по Афонским обителям и пустыням и о некоторых древних, а преимущественно о современных подвижниках : Сокровенный мир Афона. XIX-XX вв. Записки инока Святогорца : духовный путеводитель по Афону : в 2 т. / составители и редакторы: В. И. Пирогов, В. В. Костыгов. - Москва : Ин-т Русского Афона, 2020.
19. Арсений (Минин Александр Иванович; афонский старец; 1823-1879). Письма старца Арсения (Минина) / составители и редакторы: В. И. Пирогов, В. В. Костыгов. - Москва : Институт Русского Афона, 2021. - 538 с.